# Isabella Colbran
Isabel Ángela Colbran Ortolá, més coneguda com a Isabella Colbran (Madrid, 2 de febrer de 1784- Castenaso, prop de Bolonya, 7 d'octubre de 1845), va ser una mezzosoprano espanyola d'òpera. Amb una gran veu, va cantar en tots els grans teatres d'Europa. També compositora, se'n conserven col·leccions de cançons.
Colbran va influir en Rossini pel fet que aquest pretenia plasmar la vocalitat de Colbran en les seves partitures.

## Biografia
Va néixer a Madrid el 2 de febrer de 1784, filla de Juan Colbran, violinista de capella i cambra del rei Carles IV originari de Nava del Rey, però descendent de francesos i italians, i de Josefa Ortolá, natural d'Almendralejo.
La seva formació musical va començar als 6 anys, va fer solfeig amb Francisco Javier Pareja, compositor i primer violoncel dels teatres de Madrid; tres anys més tard va aprendre cant del mestre Carlos Marianelli, a més d'un lliçons que va fer amb el soprano Girolamo Crescentini, aprofitant la seva estada a la capital espanyola. Va debutar a Madrid l'any 1806, però la major part de la seua carrera es va desenvolupar a Itàlia. Entre 1811 i 1822, va ser la prima donna oficial del Teatre San Carlo de Nàpols. El 1822 es va casar amb Gioachino Rossini. Era tia materna de Julia Espín i Pérez de Collbrand.
Tot i que el seu nom s'associa sovint a Rossini, amb qui va estar casada, i que escrigué per a ella moltes òperes, Isabella Colbran també va estrenar obres d'altres autors, com Giovanni Simone Mayr, Saverio Mercadante, Valentino Fioravanti, Michele Carafa, Francesco Morlacchi, Nicola Manfroce i d'altres autors de la Itàlia de començament del segle xix.

### Relació amb Rossini
A Nàpols, Isabella Colbran era la favorita de l'empresari del Teatre San Carlo, Domenico Barbaia, amb qui va conviure. Per obtenir el màxim profit del talent musical de Colbran, Barbaia va encarregar a Rossini la composició d'una sèrie d'òperes per a ella. Així, l'any 1815, quan Isabella es trobava al cim de la seua popularitat, Rossini va escriure especialment per a ella el paper protagonista d'Elisabetta, regina d'Inghilterra.
La següent òpera napolitana de Rossini fou Otello, en la qual Isabella va cantar el paper de Desdemona. L'òpera va esdevenir immensament popular; de fet, Isabella es trobava en possessió de les seues millors facultats. No obstant això, poc després, la seua veu va anar deteriorant-se i va començar a mostrar signes de fatiga. Tot i així, va continuar la seua carrera, i va estrenar els papers d'Armida (Armida), Elcia (Mosè in Egitto), Zoraide (Ricciardo e Zoraide), Ermione (Ermione), Elena (La donna del lago), Anna (Maometto II), i Zelmira (Zelmira), totes compostes per Rossini per a Nàpols.
Es van casar el 15 de març de 1822. El matrimoni va visitar Viena i Venècia, on Rossini va compondre Semiramide. Isabella va estrenar aquesta òpera en el paper principal, i tot i que l'obra va resultar un vertader èxit i que el paper estava escrit per dissimular els problemes de la cantant, Colbran va decebre el públic. En una posterior visita a Londres, els seus problemes vocals van agreujar-se, fet que la va fer prendre la decisió d'abandonar els escenaris. Mentre Isabella va romandre a Bolonya, Rossini es va instal·lar a París. Finalment, Colbran i Rossini es van divorciar l'any 1837.

## La seva veu
La veu de la Colbran era bastant particular, elogiada per la seva gran potència i unitat de registres, tenia la rara habilitat de cantar rols de diferent tessitura, de mezzosoprano greu a soprano aguda coloratura. El seu registre vocal anava del sol₃ al mi₆. Rossini la va considerar la seva musa i una de les millors intèrprets de la seva obra.
L'any 2009 la mezzosoprano nord-americana Joyce DiDonato va gravar un recital homenatge amb les obres que Rossini va compondre per a la Colbran.

## Obra musical
Va compondre quatre col·leccions de cançons, cadascuna dedicada a una personalitat: l'emperadriu consort d'Àustria Maria Lluïsa de Borbó, la tsarina de Rússia, el príncep Eugeni de Beauharnais i el sopranista Girolamo Crescentini.